# ماریو اوسبن
ماریو اوسبن (اسپانیایی: Mario Osbén‎; ۱۴ ژوئیهٔ ۱۹۵۰ – ۷ فوریهٔ ۲۰۲۱) بازیکن سابق و مربی فوتبال اهل شیلی است.
از باشگاه‌هایی که در آن بازی کرده‌است می‌توان به باشگاه فوتبال کولو-کولو اشاره کرد.
وی همچنین در تیم ملی فوتبال شیلی بازی کرده‌است.